# Bechstedtstraß
Bechstedtstraß är en ortsteil i staden Grammetal i Landkreis Weimarer Land i förbundslandet Thüringen i Tyskland. Bechstedtstraß var en kommun fram till den 31 december 2019 när den uppgick i Grammetal. Kommunen Bechstedtstraß hade 267 invånare 2019.